# West Thurrock
West Thurrock är en ort i distriktet Thurrock, Storbritannien. Den ligger i grevskapet Essex och riksdelen England, i den sydöstra delen av landet, 28 km öster om huvudstaden London. West Thurrock ligger 14 meter över havet och antalet invånare är 7 795. Civil parish hade 5 153 invånare år 1931. År 1936 blev den en del av den då nybildade Thurrock.
Terrängen runt West Thurrock är platt, och sluttar norrut. Runt West Thurrock är det tätbefolkat, med 881 invånare per kvadratkilometer. Närmaste större samhälle är Bexley, 9,7 km väster om West Thurrock. Runt West Thurrock är det i huvudsak tätbebyggt.